# Vladimír Čermák (1954)
Vladimír Čermák (* 22. března 1954) je bývalý český fotbalista, obránce.

## Fotbalová kariéra
V československé lize hrál za Sklo Union Teplice a RH Cheb. Nastoupil ve 105 ligových utkáních a dal 2 góly. V nižšich soutěžích hrál i za VTŽ Chomutov.

## Ligová bilance
| Ročník                                   | Zápasy | Góly |              |
| ---------------------------------------- | ------ | ---- | ------------ |
| 1. československá fotbalová liga 1975/76 | 7      | 0    | SU Teplice   |
| 1. československá fotbalová liga 1976/77 | 1      | 0    | SU Teplice   |
| Česká národní fotbalová liga 1979/80     | -      | 3    | VTŽ Chomutov |
| 1. československá fotbalová liga 1979/80 | 15     | 2    | RH Cheb      |
| 1. československá fotbalová liga 1980/81 | 30     | 0    | RH Cheb      |
| 1. československá fotbalová liga 1981/82 | 25     | 0    | RH Cheb      |
| 1. československá fotbalová liga 1982/83 | 27     | 0    | RH Cheb      |
| CELKEM 1. liga                           | 105    | 2    |              |